# Неполноценные блага

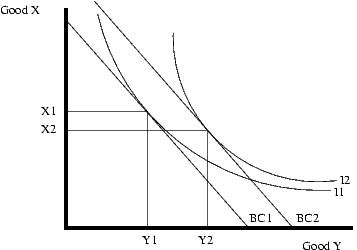
Пример низшего блага.

Неполноценные, малоценные, инфериорные или низшие блага (англ. inferior good) — в теории потребления товары, спрос на которые уменьшается при росте дохода. С ростом дохода кривая спроса на такое благо сдвигается влево. Эластичность спроса по доходу неполноценных благ отрицательна. Особой категорией неполноценных благ являются блага Гиффена.

## Определение
Согласно К. Р. Макконнеллу и С. Л. Брю, товар низшей категории — товар или услуга, которые потребители покупают в меньших (больших) количествах при любых ценах, когда их доходы увеличиваются (уменьшаются).

## Эластичность спроса по доходу
Отрицательное значение коэффициента эластичности по доходу указывает на товар низшей категории. Восстановленные автомобильные покрышки, картофель, капуста, автобусные билеты, поношенная одежда и дешёвые креплёные вина — это примеры этой категории. Потребители сокращают спрос на такие товары или услуги по мере роста своих доходов.